# Rosemary Banks

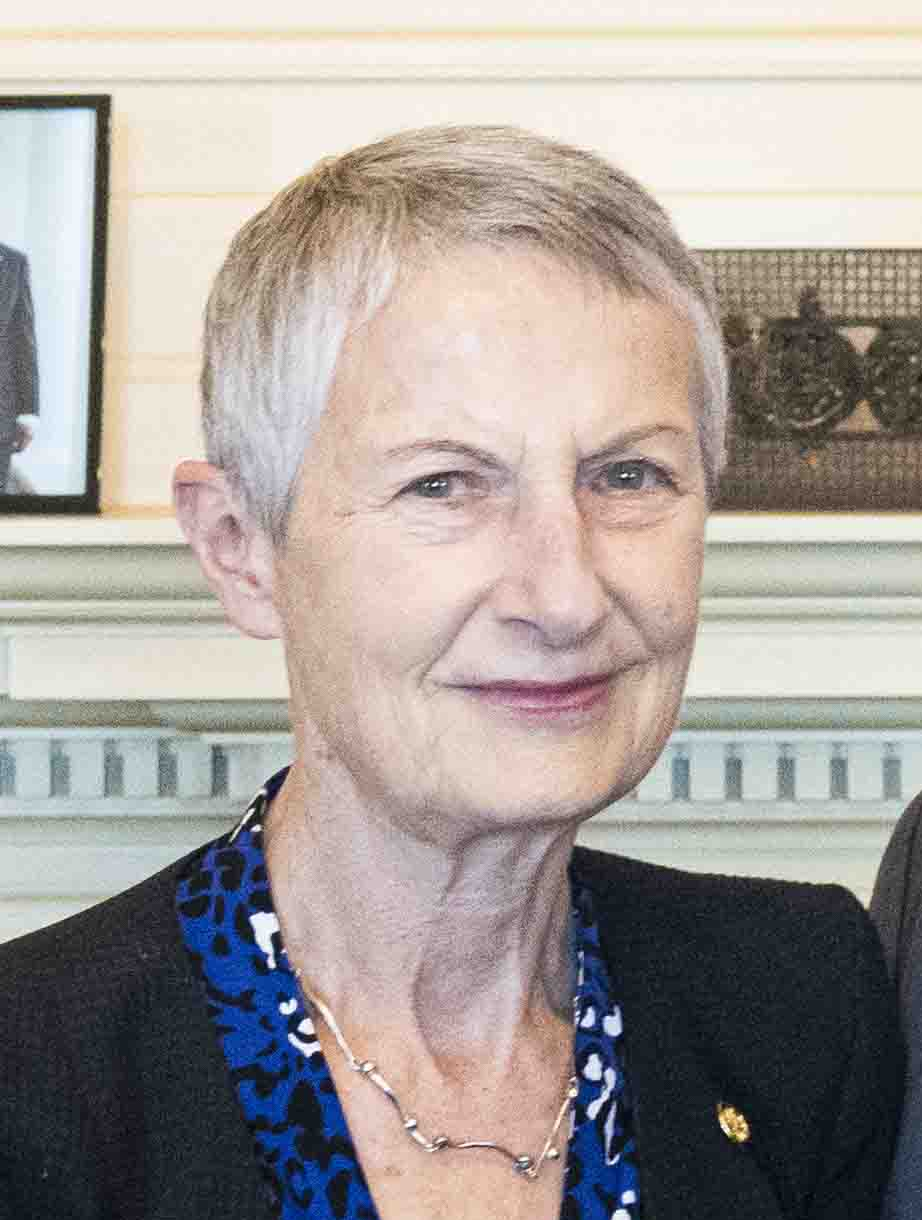
Rosemary Banks

Rosemary Banks (* 1951) ist eine neuseeländische Diplomatin.

## Leben
Rosemary Banks graduierte 1975 an der University of Canterbury mit dem Master of Arts in russischer Sprache und studierte später an der britischen London School of Economics, um mit dem Master of Science abzuschließen. Im April 2015 bekam sie den Doktor in Literatur der University of Canterbury verliehen.
Banks ist mit Brian Lockstone verheiratet.

## Diplomatische Laufbahn
Direkt nach ihrem Universitätsabschluss 1975 begann sie eine Beschäftigung im neuseeländischen Ministry of Foreign Affairs and Trade. Dort übernahm sie im Juli 1985 die Position der Hochkommissarin für die Salomon Islands und ab Mai 1992 die Stelle der Hochkommissarin für Australien. Ab 2000 leitete sie die Development Cooperation Division und bekleidete ab 2001 die Position des stellvertretenden Sekretärs für multilaterale Angelegenheiten im Ministerium.
Von Juni 2005 bis Juni 2009 war sie Neuseelands ständige Vertreterin bei den Vereinten Nationen in New York und übernahm anschließend die Position der Botschafterin für Neuseeland in Frankreich, bis sie vom 1. September 2010 an ständige Vertreterin Neuseelands bei der OECD übernahm. Außerdem war Banks zwischenzeitlich neuseeländische Botschafterin in Portugal und koordinierte später die Notfallmaßnahmen Neuseelands nach dem Terroranschlag vom 11. September in New York, den Bombenanschlägen von Bali und den Tsunami-Katastrophen in Asien. Auch zeichnete sie für die Entwicklung eines neuen Notfall-Reaktions-Systems der neuseeländischen Regierung verantwortlich und erstellte ein Handbuch dazu.
Im Jahr 2018 übernahm sie die Verhandlungsführung der Krone im Prozess zu Beilegung der Streitigkeiten im Zusammenhang mit dem Vertrag von Waitangi und ist Mitglied des Canterbury University Council.
Seit September 2018 bekleidet sie das Amt der Botschafterin für Neuseeland in den Vereinigten Staaten.